# Purpura i róż: Lange Leizen z sześcioma znakami
Purpura i róż: Lange Leizen z sześcioma znakami (ang. Purple and Rose: The Lange Leizen of the Six Marks) – obraz Jamesa Whistlera będący owocem jego fascynacji sztuką chińską, zwłaszcza porcelaną zdobioną kobaltem (zobacz niebiesko-biała ceramika). Do obrazu pozowała Joanna Hiffernan, modelka i partnerka życiowa malarza.
Obraz był pierwszym z serii płócien Whistlera inspirowanych sztuką chińską i japońską.
Zastosowany przez artystę w tytule obrazu termin lange leizen był używany przez holenderskich kolekcjonerów, którzy określali w ten sposób chińską porcelanę eksportowaną do Europy w okresie rządów cesarza Kangxi.

## Okoliczności powstania
James McNeill Whistler był czołową postacią estetyzmu, ruchu, który odrzucał zaduch wiktoriańskiego gustu na rzecz stylu określanego jako oszczędny, delikatny i wyrafinowany. Esteci starali się wydźwignąć sztukę ponad banał, a podstawą ich działania była ekskluzywność. Pogląd na rozwijający się estetyzm Whistlera znalazł się w liście jego matki, Anny McNeill Whistler, która osiadła w Londynie pod koniec 1863 roku. W swoim liście wskazała ona na związanie się syna z grupą „wizjonerskich i nierealnych malarzy”, skupionych wokół Dantego Gabriela Rossettiego, którego Whistler spotkał latem 1862 roku; ich wspólne zainteresowanie chińską porcelaną mogło ujawnić się podczas przyjęcia, z okazji wprowadzenia się do nowego domu, zorganizowanego przez poetę Algernona Charlesa Swinburne'a, kolekcjonera chińskiej i japońskiej porcelany oraz obrazów przedstawiających wykonane z niej przedmioty. W październiku 1863 roku Whistler i Rossetti poznali się bliżej. Swinburne był wyznawcą hasła sztuka dla sztuki, a w jego ślady poszli również Rossetti, który zmienił swoje założenia artystyczne, i Whistler, który za 60 funtów kupił kilka wyrobów z chińskiej porcelany. Być może oryginalność jego kolekcji, doceniona przez przyjaciół, zainspirowała go do namalowania obrazu.

## Opis
O powstaniu obrazu po raz pierwszy wspomniał Rossetti w grudniu 1863 roku, określając go jako „niedokończony, chiński obraz”; obraz został praktycznie ukończony w lutym następnego roku. Jego opis z pamięci przedstawiła matka artysty. Whistler zwyczajowo pracował w studiu, korzystając z profesjonalnych modelek, w tym wypadku z usług Joanny Hiffernan, która przed jego matką skrzętnie ukrywała swój intymny związek z nim. Rysy Hiffernan na obrazie są niewyraźne, ale rozpoznawalne. Ukazana ona została w pozycji siedzącej, z pędzlem w jednej ręce i z wazonem ozdobionym niebieskimi figurami w drugiej. Zainteresowanie Whistlera sztuką Dalekiego Wschodu widoczne jest w otaczających modelkę akcesoriach, z których liczne pochodziły z jego własnej kolekcji; w tym ceramika i chiński haftowany szlafrok, w który ubrana została modelka. Zgodnie z nazwami kolorów użytych na płótnie, Whistler chciał podkreślić, że jego prace są przede wszystkim kompozycjami abstrakcyjnych kolorów. W tytule płótna Lange Leizen nawiązuje do lange lijzen, (hol. długie damy/kobiety), określenia używanego przez holenderskich kolekcjonerów dla niebiesko-białej, chińskiej porcelany, produkowanej za rządów cesarza Kangxi, dekorowanej sylwetkami wysmukłych kobiet. Termin ten Whistler przetłumaczył jako long Elizas (długie Elizy), nawiązując w ten sposób do figur, zdobiących trzymany przez modelkę wazon. Natomiast określenie „sześć znaków” (six marks) oznacza znaki towarowe umieszczone na spodzie wazonu. Znaki te Whistler wyrył na pozłacanej ramie obrazu, żeby podkreślić egzotykę motywu. Znaczą one kolejno: wielki (大), Qing (清), Kang (康), Xi (熙), rok (年), wykonany (製) (wykonano za rządów cesarza Kangxi z wielkiej dynastii Qing).
Obraz stanowi niemal konwencjonalną wiktoriańską scenę rodzajową. Pozująca kobieta o europejskich rysach, z okrągłymi kolczykami, siedząca na drewnianym, europejskim krześle, zrelaksowana i pochylona do tyłu oraz niewielka, zamknięta w sobie przestrzeń stanowią kontrast w stosunku do orientalnego stroju modelki i otaczających ją rekwizytów. Jej jedwabny szlafrok jest wyhaftowany tradycyjnymi chińskimi motywami: kolorowymi motylami i bladymi kwiatami okolonymi przez jasne liście. Ten sam strój pojawił się w innym obrazie Whistlera: Kaprys w purpurze i złocie: Złoty parawan. Modelka jednak ubrała się nieprawidłowo, szata wisi na niej luźno sprawiając wrażenie rozpiętej, co zwiększa poczucie jej sztuczności w kompozycji.

Dama z „Lange Leizen” siedzi na krześle [tak], jak nigdy by nie usiadła w kraju, z którego pochodzi jej strój, a naczynia i tace i kwiaty wokół niej są w [takiej] obfitości, jakiej nigdy się nie widzi w domach Tokio [sic] czy Kantonu.

Obraz nie jest próbą odtworzenia orientalnej scenerii, ale adaptacją europejskiej, może nawet brytyjskiej scenerii z egzotycznymi ozdobami. Wydaje się, że wyroby sztuki chińskiej znalazły się jedynie ze względu na ich dekoracyjne wzory.

Użył on [Whistler] japońskich akcesoriów do stworzenia powierzchownej egzotyki w skądinąd konwencjonalnej wiktoriańskiej scenie rodzajowej.

Obraz Purpura i róż: Lange Leizen z sześcioma znakami stał się początkiem całej serii obrazów Whistlera, w których uwidoczniły się wpływy zarówno sztuki chińskiej, jak i japońskiej, obecne w takich elementach kompozycyjnych jak: parawany, wachlarze, stroje postaci czy ceramika; są to Róż i srebro: Księżniczka z krainy porcelany (1863–65), Kaprys w purpurze i złocie: Złoty parawan (1864) i Wariacje w cielistości i zieleni: balkon (ok. 1864–70). Sam Whistler pozostał zapalonym kolekcjonerem sztuki dalekowschodniej, kupując w latach 60. jej wyroby do swojej kolekcji.
Artysta posiadał dwie odrębne kolekcje przedmiotów orientalnych. Pierwsza z nich została sprzedana po jego bankructwie w 1878 roku. Przepadła ona w dużej mierze, zidentyfikowano tylko niektóre należące do niej eksponaty. Po odzyskaniu finansowej stabilizacji i po zawarciu związku małżeńskiego z Beatrice Godwin w 1888 roku, Whistler w latach 80. i 90. zgromadził drugą kolekcję (obecnie w Hunterian Museum and Art Gallery w Glasgow). Gromadzenie przedmiotów chińskich było dla niego sposobem na zrozumienie estetyki innej kultury. Poprzez włączenie jej elementów do swoich obrazów dokonał połączenia w swojej twórczości elementów sztuki Wschodu i Zachodu, co pomogło mu w sformułowaniu własnej tożsamości artystycznej.

## Dzieje obrazu
Obraz został po raz pierwszy pokazany w 1864 roku na 96. wystawie Royal Academy of Arts w Londynie, gdzie został dobrze przyjęty. Również sam Whistler był zadowolony ze swego dzieła, czemu dał wyraz w liście do przyjaciela, malarza Henriego Fantin-Latoura.
Od 1917 roku obraz znajduje się w zbiorach Philadelphia Museum of Art, jako część John G. Johnson Collection.